# 天主教瓜雷納斯教區
天主教瓜雷納斯教區（拉丁語：Dioecesis Guarenensis）是委內瑞拉一個羅馬天主教教區，屬加拉加斯總教區。
教區成立於1996年11月30日，包括米蘭達州一部。2006年有教友539,000人（佔轄區總人口95.1%）、廿四個堂區、卅二名司鐸。現任教區主教為古斯塔夫·加西亞·納蘭霍。